# Ismael Blanco
Ismael Blanco (* 19. Januar 1983 in Santa Elena) ist ein ehemaliger argentinischer Fußballspieler.

## Karriere

### Südamerika
Blanco hat seine Karriere 2002 bei CA Colón begonnen. Sein erfolgreicher Karrierestart wurde 2004 durch eine erhebliche Verletzung (Kreuzbandriss) unterbrochen. Nach seiner Rehabilitation wurde er von Januar bis Juni 2005 an den paraguayischen Verein Club Libertad ausgeliehen, mit dem er an der Copa Libertadores 2005 teilnahm. Danach wurde er für zwei Jahre an den argentinischen Zweitligisten Olimpo de Bahía Blanca verliehen, wo er in der Saison 2006/07 zum Aufstieg seiner Mannschaft in die Primera División entscheidend beitrug. Dabei wurde er zweifach zum Torschützenkönig gekrönt, zunächst der Apertura (Frühlingsmeisterschaft / August-Dezember) 2006 der 2. Liga mit 18 Treffern und darauf der Clausura (Herbstmeisterschaft / Januar-Mai) 2007 der 2. Liga mit 11 Toren. Danach kehrte er zu CA Colón zurück, absolvierte aber nur ein Spiel und wurde im Sommer 2007 an AEK Athen auf Leihbasis mit Kaufoption abgegeben.

### AEK Athen
In der Saison 2007/08 belegte er mit AEK Athen den 2. Platz in der Super League und wurde mit 19 Toren (dazu kam noch 1 Playoff-Tor) Torschützenkönig. AEK Athen betätigte schon vor Saisonende im April 2008 die Kaufoption, um ihn fest zu verpflichten und hatte ihn zunächst mit einem Vertrag bis 2011 ausgestattet. In der Saison 2008/09 wurde er wieder Torschützenkönig. In der Saison 2010/11 wurde er mit AEK griechischer Pokalsieger. Sei auslaufender Vertrag wurde jedoch nicht verlängert.

### Club San Luis
Im Sommer 2011 wechselte er dann ablösefrei nach Mexiko zum Erstligisten Club San Luis. Dort war er größtenteils jedoch nur Ersatzspieler und kam nur zu zwei Toren in fünfzehn Einsätzen. Mitte Februar wurde der Vertrag vorzeitig in beiderseitigem Einvernehmen aufgelöst.

### Legia Warschau
Am 24. Februar 2012 unterschrieb Blanco beim polnischen Erstligisten Legia Warschau einen Vertrag bis zum Ende der Saison 2011/12 mit der Option, diesen für eine weitere Saison zu verlängern. Dort kam er jedoch nur zu sechs Einsätzen in der Rückrunde der Saison 2011/12. Mit Legia Warschau wurde er polnischer Pokalsieger.

### TSV 1860 München
Am 16. Juli 2012 unterschrieb Blanco beim deutschen Zweitligisten TSV 1860 München einen Zweijahresvertrag, nachdem sein Vertrag bei Legia Warschau nicht verlängert wurde. Im Januar 2013 löste er seinen Vertrag bei 1860 vorzeitig auf und kehrte mit seiner Familie nach Argentinien zurück.

### Erfolge und Titel
- Griechischer Pokalsieger: 2011
- Polnischer Pokalsieger: 2012
- Griechischer Torschützenkönig: 2008, 2009

## Trivia
In Argentinien war er schon als Kind, aber auch später als Spieler unter dem Spitznamen „Zungui“ bekannt, was ihn manchmal veranlasste nach einem Tor den Anfangsbuchstaben „Z“ mit vorgestreckter Hand in die Luft zu „schreiben“.

In Griechenland besitzt er den Spitznamen „Zorro“, seit er bei einem Gastspiel gegen Veria (September 2007) eines seiner ersten „griechischen“ Tore feierte, indem er sich eine im Strumpf versteckte Zorro-Maske aufsetzte und die rechte Hand wie ein Schwert in die Luft schwenkte um (wiederum) ein „Z“ zu bilden. Die Wiederholung dieser Geste im Gastspiel gegen Skoda Xanthi kostete ihn aber eine gelbe Karte, sodass er sie seitdem weitgehend vermeidet.